# Mallotus nudiflorus
Mallotus nudiflorus är en törelväxtart som först beskrevs av Carl von Linné, och fick sitt nu gällande namn av Kulju och P.C.van Welzen. Mallotus nudiflorus ingår i släktet Mallotus och familjen törelväxter. Inga underarter finns listade i Catalogue of Life.